# August Stammler
Georg Friedrich August Stammler (* 8. November 1789 in Grünberg; † 25. September 1852 in Gießen) war ein hessischer Beamter, Richter und Politiker und Abgeordneter der 2. Kammer der Landstände des Großherzogtums Hessen.

## Leben
August Stammler war der Sohn des Rentmeisters Johann Konrad Stammler und dessen Ehefrau Catharina Elisabetha, geborene Lotz. Stammler, der evangelischen Glaubens war, heiratete am 4. Oktober 1818 Auguste geborene Klügel, die Tochter des Gandersheimer Generalsuperintendenten Johann Christian Klügel.
Stammler studierte ab 1806 an der Universität Gießen Rechtswissenschaften und trat 1811 in das Regierungs- und Hofgerichtssekretariat Gießen ein. 1814 wurde er Soldat im Jägercorps. 1817 wechselte er in Riedeselsche Dienste und wurde Verwalter der Rentkammer der ehemaligen Herrschaft Riedesel. 1822 wurde er provisorischer und 1824 definitiver Landrat im Landratsbezirk Lauterbach. 1827 war er in der gleichen Funktion im Landratsbezirk Battenberg eingesetzt. 1832 wurde er in den Ruhestand versetzt. 1834 war er Zivil-Rekrutierungskommissar beim Provinzialkommissariat der Provinz Oberhessen in Gießen. Ab 1837 trug er dort den Titel eines Regierungsrates.
Von 1835 bis 1841 und erneut 1845 bis 1847 gehörte er der Zweiten Kammer der Landstände an. Er wurde für den Wahlbezirk Oberhessen 1/Battenberg und danach Oberhessen 4/Lauterbach gewählt.